# Japan Rugby League One 2022
La Japan Rugby League One 2022 fue la decimonovena edición y la primera bajo la denominación de Japan Rugby League One, es la principal liga de rugby profesional de Japón.

## Formato
Estuvo compuesto por doce franquicias y jugó contra cinco equipos dos veces y contra seis equipos una vez, lo que resultó en que cada equipo jugó un total de dieciséis partidos de local y de visitante.  Los cuatro mejores equipos al final de la temporada regular disputaron los play-offs anuales, mientras que los tres últimos equipos jugaron un play-off de ascenso y descenso contra los tres mejores equipos de la Japan Rugby League One 2022 – División 2. 

## Fase regular[4]
|  | Clasificado a semifinales.            |
|  | Clasificado a partidos de relegación. |

| Pos. | Equipo                | Encuentros | Encuentros | Encuentros | Encuentros | Tantos | Tantos | Tantos | PB | PB | Puntos |
| Pos. | Equipo                | PJ         | PG         | PE         | PP         | F      | C      | Dif    | BO | BD | Puntos |
| ---- | --------------------- | ---------- | ---------- | ---------- | ---------- | ------ | ------ | ------ | -- | -- | ------ |
| 1.º  | Tokyo Sungoliath      | 16         | 14         | 0          | 2          | 577    | 286    | +291   | 10 | 0  | 66     |
| 2.º  | Saitama Wild Knights  | 16         | 14         | 0          | 2          | 527    | 298    | +229   | 5  | 0  | 61     |
| 3.º  | Spears Funabashi      | 16         | 12         | 0          | 4          | 555    | 342    | +213   | 8  | 2  | 58     |
| 4.º  | Brave Lupus Tokyo     | 16         | 11         | 0          | 5          | 546    | 393    | +153   | 8  | 1  | 53     |
| 5.º  | Toyota Verblitz       | 16         | 10         | 0          | 6          | 400    | 367    | +33    | 6  | 0  | 46     |
| 6.º  | Yokohama Eagles       | 16         | 10         | 0          | 6          | 453    | 349    | +104   | 4  | 1  | 45     |
| 7.º  | Kobe Steelers         | 16         | 7          | 0          | 9          | 521    | 496    | +25    | 5  | 3  | 36     |
| 8.º  | Shizuoka Blue Revs    | 16         | 5          | 0          | 11         | 327    | 403    | -76    | 3  | 4  | 27     |
| 9.º  | Black Rams Tokyo      | 16         | 4          | 0          | 12         | 276    | 480    | -204   | 3  | 2  | 21     |
| 10.º | Shining Arcs Urayasu  | 16         | 4          | 0          | 12         | 277    | 527    | -250   | 1  | 1  | 18     |
| 11.º | Red Hurricanes Osaka  | 16         | 3          | 0          | 13         | 183    | 473    | –290   | 2  | 0  | 14     |
| 12.º | Green Rockets Tokatsu | 16         | 2          | 0          | 14         | 307    | 535    | -228   | 2  | 4  | 14     |

## Fase final

### Semifinal
| 21 de mayo de 2022 | Tokyo Sungoliath | 30 - 24 | Toshiba Brave Lupus |  |  |

| 22 de mayo de 2022 | Saitama Wild Knights | 24 - 10 | Kubota SpearsTokyo |  |  |

### Tercer puesto
| 28 de mayo de 2022 | Toshiba Brave Lupus | 15 - 23 | Kubota SpearsTokyo |  |  |

### Final
| 29 de mayo de 2022 | Tokyo Sungoliath | 12 - 18 | Saitama Wild Knights |  |  |

| Bandera de Japón             |
| Campeón Saitama Wild Knights |
| Sexto título                 |

### Repechaje
| Ganador              | Ida     | Vuelta  | Global  | Perdedor     |
| -------------------- | ------- | ------- | ------- | ------------ |
| Green Rockets        | 33 - 10 | 22 - 24 | 55 - 34 | Honda Heat   |
| Mitsubishi DynaBoars | 66 - 44 | 33 - 25 | 33 - 19 | Shining Arcs |